# Escanyavella
Escanyavella es una variedad de uva de vinificación catalana blanca plantada principalmente en la DOC Priorato. Es una variedad rústica y muy resistente sin embargo es una de las variedades autóctonas perdidas o con muy pequeña presencia en comparación con la época anterior a la llegada de la filoxera que hizo desaparecer numerosas variedades. 
La uva escanyavella puede encontrarse habitualmente mezclada con otras variedades y en muchas ocasiones está clasificada como garnacha blanca.
A pesar de no ser una uva recomendada oficialmente para la certificación de vinos de la DOC Priorato, varias bodegas de la comarca se han esforzado recientemente por recuperar y revitalizar esta uva casi perdida. En la actualidad está considerada como una variedad experimental de la que se hace un seguimiento para decidir si puede ser apta para ser aceptada en el reglamento de la DOC Priorato.
Aunque se cultiva en pequeñas cantidades en la comarca del Priorato, especialmente en Gratallops y Porrera, hay varias bodegas que lo utilizan ya como parte de sus mezclas y una de ellas, Cal Batllet, que elabora un vino completamente a partir de la uva.
El nombre se traduce literalmente del catalán como "estrangula anciana" y la tos es a menudo una reacción común para quienes comen las uvas crudas.
Es una uva de piel gruesa con alta acidez y se recolecta más tarde que otras variedades blancas.

## Sinónimos
Inicialmente fue confundida con la uva española, Merseguera pero las pruebas de ADN realizadas por el 'Instituto Catalán del Vino' (INCAVI), demostraron que esta supuesta relación es falsa y que la Escanyavella es una uva propia y única.  
También se ha llamado a la uva, Escanavella. 